# Johann van Beethoven
Johann van Beethoven (Bonn, 14 de novembro de 1740 — Bonn, 18 de dezembro de 1792) foi um compositor alemão, e pai do compositor Ludwig van Beethoven (1770-1827).

## Ancestrais de Ludwig van Beethoven
- Jan van Beethoven (1470 - ?) teve somente um filho.
- Marck van Beethoven (1505 - ?), casou-se com Anna Smets (1510 - ?), e também só teve um filho.
- Aert van Beethoven (1535 - 1608/1609) casou- com Josyne van Vlesselaer (1540 - 1595).
- Hendrick van Beethoven (1572 - 1652) casou com Josyne Cathlyne van Boevenbeeke (1575 - 1638).
- Markus van Beethoven (1601 - 1672) casou com Sara Haesaerts (1606 - 1653).
- Cornelius van Beethoven (1641 - 1716) casou com Catharina van Leempoel (1642 - 1729).
- Michiel van Beethoven (1684 - 1749) casou com Marie Louise Stuyckers (1685 - 1749).[3]
- Ludwig van Beethoven (5 de janeiro de 1712 - 24 de dezembro de 1773) casou com Catharina Maria Josepha Poll.
- Johann van Beethoven (1740 - 1792) casou com Maria Keverich (1746 - 1787). Tornou-se um tenor da corte de Bonn e conheceu Maria Keverich com 21 anos e casou-se em 1767. Ele teve 3 filhos, Ludwig van Beethoven, Kaspar van Beethoven e Nicholas van Beethoven.

Análises de DNA recente provaram que Johann Van Beethoven não é descendente biológico de Aert Van Beethoven: Entre as seis gerações de Johann até Aert, algum indivíduo não-identificado não é filho realmente de seu "alegado pai biológico". As análises também provaram que existem cinco famílias na atualidade que são realmente descendentes de Aert Van Beethoven.